# Kaliban (księżyc)
Kaliban (Uran XVI) – zewnętrzny, nieregularny księżyc Urana, poruszający się ruchem wstecznym. Został nazwany od imienia postaci ze sztuki Burza Szekspira.
Kaliban został odkryty 6 września 1997 roku przez Bretta J. Gladmana, Philipa D. Nicholsona, Josepha A. Burnsa i Johna J. Kavelaarsa przy pomocy 200-calowego teleskopu Hale’a. Zespół ten w tym samym czasie odkrył też większy księżyc Sykoraks.